# Severozahodna divizija (NHL)
Severozahodna divizija NHL lige je ena od treh divizij, ki sestavljajo Zahodno konferenco. Ustanovljena je bila leta 1998 kot del širitve lige. Severozahodna divizija ima najdaljše razdalje med prizorišči v vsej NHL. 
Severozahodna divizija je bila odlomljena iz Pacifiške divizije, v kateri so igrala 4 moštva nove Severozahodne divizije. Severozahodna divizija je tudi naslednica divizije Smythe, saj so tri njena moštva igrala v diviziji Smythe od 1981 do 1993. 

## Trenutna sestava
- Calgary Flames
- Colorado Avalanche
- Edmonton Oilers
- Minnesota Wild
- Vancouver Canucks

## Trenutna lestvica
| Severozahodna divizija | OT | Z  | P  | PPP | GF  | GA  | TOČ |
| ---------------------- | -- | -- | -- | --- | --- | --- | --- |
| Calgary Flames         | 70 | 41 | 23 | 6   | 231 | 215 | 88  |
| Vancouver Canucks      | 70 | 38 | 23 | 9   | 213 | 191 | 85  |
| Edmonton Oilers        | 70 | 34 | 27 | 9   | 202 | 212 | 77  |
| Minnesota Wild         | 70 | 33 | 29 | 8   | 180 | 174 | 74  |
| Colorado Avalanche     | 71 | 31 | 39 | 2   | 188 | 229 | 64  |

## Zgodovina divizije

### 1998–2000
- Calgary Flames
- Colorado Avalanche
- Edmonton Oilers
- Vancouver Canucks

#### Spremembe od sezone 1997/1998
- Vsa moštva pridejo iz Pacifiške divizije

### 2000-trenutno
- Calgary Flames
- Colorado Avalanche
- Edmonton Oilers
- Minnesota Wild
- Vancouver Canucks

#### Spremembe od sezone 1998/1999
- Minnesota Wild so naznanjeni, da bodo kot razširitveno moštvo igrali svojo premierno sezono 2000/01.

## Prvaki Severozahodne divizije po letih
| Leto | Prvak              | Točk | Zasevek | Končnica                                                       |
| ---- | ------------------ | ---- | ------- | -------------------------------------------------------------- |
| 1999 | Colorado Avalanche | 98   | #2      | Poraz v konferenčnem finalu, Dallas Stars, 4–3                 |
| 2000 | Colorado Avalanche | 96   | #3      | Poraz v konferenčnem finalu, Dallas Stars, 4–3                 |
| 2001 | Colorado Avalanche | 118  | #1      | Zmagovalec Stanleyevega pokala proti New Jersey Devilsom, 4–3  |
| 2002 | Colorado Avalanche | 99   | #2      | Poraz v konferenčnem finalu, Detroit Red Wings, 4–3            |
| 2003 | Colorado Avalanche | 105  | #3      | Poraz v konferenčnem četrtfinalu, Minnesota Wild, 4–3          |
| 2004 | Vancouver Canucks  | 101  | #3      | Poraz v konferenčnem četrtfinalu, Calgary Flames, 4–3          |
| 2005 | sezona odpovedana  |      |         |                                                                |
| 2006 | Calgary Flames     | 103  | #3      | Poraz v konferenčnem četrtfinalu, Mighty Ducks of Anaheim, 4–3 |
| 2007 | Vancouver Canucks  | 105  | #3      | Poraz v konferenčnem polfinalu, Mighty Ducks of Anaheim, 4–1   |
| 2008 | Minnesota Wild     | 97   | #3      | Poraz v konferenčnem četrtfinalu, Colorado Avalanche, 4–2      |

## Zmagovalci Stanleyevega pokala
- 2001 - Colorado Avalanche

## Naslovi Severozahodne divizije po moštvih
| Moštvo             | Število naslovov | Zadnji naslov |
| ------------------ | ---------------- | ------------- |
| Colorado Avalanche | 5                | 2003          |
| Vancouver Canucks  | 2                | 2007          |
| Calgary Flames     | 1                | 2006          |
| Minnesota Wild     | 1                | 2008          |